# Byblia
Byblia es un género de lepidópteros perteneciente a la familia Nymphalidae. Es originario de África y de la India.
Estas mariposas son de color naranja con manchas negras. Son atraídas por las frutas podridas y con frecuencia se abren y cierran sus alas en reposo.

## Especies
En orden alfabético.
- Byblia anvatara (Boisduval, 1833)[1]
- Byblia ilithyia (Drury, [1773])
- Byblia vulgaris (Staudinger, 1886)